# Brian Huskey
Brian Huskey, född 8 september 1968 i Charlotte, North Carolina, är en amerikansk skådespelare.
Huskey har bland annat medverkat i TV-serierna Veep (2012-2019) och Lucky Hank från 2023. Han har även medverkat i filmen Beavis and Butt-Head Do the Universe från 2022.

## Filmografi (i urval)
- 2012–2019 – Veep (TV-serie)
- 2022 – Beavis and Butt-Head Do the Universe
- 2023 – Lucky Hank (TV-serie)